# 阿拉巴馬州聯邦眾議員列表
本列表列出了阿拉巴馬州的美國眾議院議員。關於美國國會兩院成員年表，可參見美國國會阿拉巴馬州代表團。

## 現任眾議員（依選區排序）
- 第一選區——布拉德利·伯恩（R）（2013年－）
- 第二選區——瑪莎·羅比（R）（2011年－）
- 第三選區——邁克·羅傑斯（R）（2003年－）
- 第四選區——羅伯特·阿德霍爾特（R）（1997年－）
- 第五選區——莫·布魯克斯（R）（2011年－）
- 第六選區——加里·帕爾默（R）（2015年－）
- 第七選區——特麗·塞維爾（D）（2011年－）

## 眾議員列表
| 眾議員                        | 期間                          | 黨派            | 選區 | 備註                                             |
| ----------------------------- | ----------------------------- | --------------- | ---- | ------------------------------------------------ |
| 詹姆斯·阿伯克龍比             | 1851年3月4日－1855年3月4日    | 輝格黨          | 第二 |                                                  |
| 約翰·阿伯克龍比               | 1913年3月4日－1917年3月4日    | 民主黨          | 單一 |                                                  |
| 羅伯特·阿德霍爾特             | 1997年1月3日－                | 共和黨          | 第四 | 現任                                             |
| 杜魯門·H·奧爾德里奇           | 1896年6月9日－1897年3月4日    | 共和黨          | 第九 | 在有爭議的選舉勝出                               |
| 威廉·F·奧爾德里奇             | 1896年3月13日－1897年3月4日   | 共和黨          | 第四 | 在有爭議的選舉勝出                               |
| 威廉·F·奧爾德里奇             | 1898年2月9日－1899年3月4日    | 共和黨          | 第四 | 在有爭議的選舉勝出                               |
| 威廉·F·奧爾德里奇             | 1900年3月8日－1901年3月4日    | 共和黨          | 第四 | 在有爭議的選舉勝出                               |
| 麥爾斯·C·奧爾古德             | 1923年3月4日－1933年3月4日    | 民主黨          | 第七 |                                                  |
| 麥爾斯·C·奧爾古德             | 1933年3月4日－1935年1月3日    | 民主黨          | 第五 |                                                  |
| 愛德華·B·阿爾蒙               | 1915年3月4日－1933年6月2日    | 民主黨          | 第八 | 死亡                                             |
| 威廉·J·阿爾斯通               | 1849年3月4日－1851年3月4日    | 輝格黨          | 第一 |                                                  |
| 伊麗莎白·B·安德魯斯           | 1972年4月4日－1973年1月3日    | 民主黨          | 第三 |                                                  |
| 喬治·W·安德魯斯               | 1944年3月14日－1963年1月3日   | 民主黨          | 第三 |                                                  |
| 喬治·W·安德魯斯               | 1963年1月3日－1965年1月3日    | 民主黨          | 單一 |                                                  |
| 喬治·W·安德魯斯               | 1965年1月3日－1971年12月25日  | 民主黨          | 第三 | 死亡                                             |
| 格倫·安德魯斯                 | 1965年1月3日－1967年1月3日    | 共和黨          | 第四 |                                                  |
| 斯賓塞·巴赫斯                 | 1993年1月3日－2015年1月3日    | 共和黨          | 第六 |                                                  |
| 約翰·H·班克黑德               | 1887年3月4日－1907年3月4日    | 民主黨          | 第六 |                                                  |
| 沃爾特·W·班克黑德             | 1941年1月3日 - 1941年2月1日   | 民主黨          | 第七 | 辭職                                             |
| 威廉·B·班克黑德               | 1917年3月4日－1933年3月4日    | 民主黨          | 第十 |                                                  |
| 威廉·B·班克黑德               | 1933年3月4日－1940年9月15日   | 民主黨          | 第七 | 1936年至1940年任美國眾議院議長，死亡             |
| 羅利·C·巴特爾                 | 1947年1月3日－1955年1月3日    | 民主黨          | 第九 |                                                  |
| 羅伯特·埃米特·布萊索·貝勒     | 1829年3月4日－1831年3月4日    | 傑克遜民主黨    | 第二 |                                                  |
| 詹姆斯·埃德溫·貝爾瑟          | 1843年3月4日－1845年3月4日    | 民主黨          | 第二 |                                                  |
| 湯姆·貝維爾                   | 1967年1月3日－1973年1月3日    | 民主黨          | 第七 |                                                  |
| 湯姆·貝維爾                   | 1973年1月3日－1997年1月3日    | 民主黨          | 第四 |                                                  |
| 弗雷德·L·布萊克蒙             | 1911年3月4日－1921年2月8日    | 民主黨          | 第四 | 死亡                                             |
| 喬·邦納                       | 2003年1月3日－2013年8月2日    | 共和黨          | 第一 | 辭職以擔任阿拉巴馬大學系統副校長                 |
| 富蘭克林·威爾士·伯頓          | 1846年12月7日－1851年3月4日   | 民主黨          | 第七 |                                                  |
| 西尼·J·鮑伊                   | 1901年3月4日－1907年3月4日    | 民主黨          | 第四 |                                                  |
| 威廉·B·鮑靈                   | 1920年12月14日－1928年8月16日 | 民主黨          | 第五 | 任命為阿拉巴馬州第五巡回上诉法院法官後辭職       |
| 弗蘭克·W·博伊金               | 1935年7月30日－1963年1月3日   | 民主黨          | 第一 |                                                  |
| 提奧·布拉德福德               | 1875年3月4日－1877年3月4日    | 民主黨          | 第三 |                                                  |
| 約翰·布拉格                   | 1851年3月4日－1853年3月4日    | 民主黨          | 第一 |                                                  |
| 威利斯·布魯爾                 | 1897年3月4日－1901年3月4日    | 民主黨          | 第五 |                                                  |
| 鮑比·布萊特                   | 2009年1月3日－2011年1月3日    | 民主黨          | 第二 |                                                  |
| 弗雷德里克·喬治·布朗伯格      | 1873年3月4日－1875年3月4日    | 自由共和黨      | 第一 |                                                  |
| 莫·布魯克斯                   | 2011年1月3日－                | 共和黨          | 第五 | 現任                                             |
| 格倫·布勞德                   | 1989年4月4日－1997年1月3日    | 民主黨          | 第三 |                                                  |
| 小約翰·霍爾·布坎南            | 1965年1月3日－1981年1月3日    | 共和黨          | 第六 |                                                  |
| 阿爾弗雷德·厄里雅布·巴克      | 1869年3月4日－1871年3月4日    | 共和黨          | 第一 |                                                  |
| 查爾斯·沃爾德倫·巴克利        | 1868年7月21日－1873年3月4日   | 共和黨          | 第二 |                                                  |
| 約翰·L·伯內特                 | 1899年3月4日－1919年5月13日   | 民主黨          | 第七 | 死亡                                             |
| 布拉德利·伯恩                 | 2014年1月7日－                | 共和黨          | 第一 | 現任                                             |
| 約翰·亨利·考德威爾            | 1873年3月4日－1877年3月4日    | 民主黨          | 第五 |                                                  |
| 桑尼·卡拉漢                   | 1985年1月3日－2003年1月3日    | 共和黨          | 第一 |                                                  |
| 約翰·本頓·卡利斯              | 1868年7月21日－1869年3月4日   | 共和黨          | 第五 |                                                  |
| 阿奇博爾德·希爾·卡邁克爾      | 1933年11月14日－1937年1月3日  | 民主黨          | 第八 |                                                  |
| 魯本·查普曼                   | 1835年3月4日－1837年3月4日    | 傑克遜民主黨    | 第一 |                                                  |
| 魯本·查普曼                   | 1837年3月4日－1841年3月4日    | 民主黨          | 第一 |                                                  |
| 魯本·查普曼                   | 1841年3月4日－1843年3月4日    | 民主黨          | 單一 |                                                  |
| 魯本·查普曼                   | 1843年3月4日－1847年3月4日    | 民主黨          | 第六 |                                                  |
| 理查德·亨利·克拉克            | 1889年3月4日－1897年3月4日    | 民主黨          | 第一 |                                                  |
| 克萊門特·科默·克萊            | 1829年3月4日－1835年3月4日    | 傑克遜民主黨    | 第一 |                                                  |
| 小亨利·德拉瑪爾·克萊頓        | 1897年3月4日－1914年5月25日   | 民主黨          | 第三 | 辭職以擔任美國阿拉巴馬中區及北區聯邦地區法院法官 |
| 牛頓·納什·克萊門茨            | 1880年12月8日－1881年3月4日   | 民主黨          | 第六 |                                                  |
| 大衛·克洛普頓                 | 1859年3月4日－1861年1月21日   | 民主黨          | 第三 | 退出                                             |
| 詹姆斯·E·科布                 | 1887年3月4日－1896年4月21日   | 民主黨          | 第五 | 在有爭議的選舉落敗                               |
| 威廉姆森·羅伯特·溫菲爾德·科布 | 1847年3月4日－1861年1月30日   | 民主黨          | 第六 | 退出                                             |
| 詹姆斯·拉法葉·科特雷爾        | 1846年12月7日－1847年3月4日   | 民主黨          | 第三 |                                                  |
| 喬治·惠特菲爾德·克萊布        | 1838年9月4日－1841年3月4日    | 輝格黨          | 第三 |                                                  |
| 喬治·亨利·克雷格              | 1885年1月9日 - 1885年3月4日   | 共和黨          | 第四 | 在有爭議的選舉勝出                               |
| 威廉·本傑明·克雷格            | 1907年3月4日－1911年3月4日    | 民主黨          | 第四 |                                                  |
| 羅伯特·E·克拉默               | 1991年1月3日－2009年1月3日    | 民主黨          | 第五 |                                                  |
| 約翰·克羅韋爾                 | 1819年12月14日－1821年3月4日  | 民主共和黨      | 單一 |                                                  |
| 雅比斯·L·M·柯里               | 1857年3月4日－1861年1月21日   | 民主黨          | 第七 | 退出                                             |
| 埃德蒙·斯特羅瑟·達干          | 1845年3月4日－1847年3月4日    | 民主黨          | 第一 |                                                  |
| 亞歷山大·C·戴維森             | 1885年3月4日－1889年3月4日    | 民主黨          | 第四 |                                                  |
| 阿圖爾·戴維斯                 | 2003年1月3日－2011年1月3日    | 民主黨          | 第七 |                                                  |
| 愛德華·德格法范維             | 1949年1月3日－1953年1月3日    | 民主黨          | 第六 |                                                  |
| 詹姆斯·達勒斯                 | 1839年3月4日－1841年3月4日    | 輝格黨          | 第五 |                                                  |
| 詹姆斯·達勒斯                 | 1843年3月4日－1845年3月4日    | 輝格黨          | 第一 |                                                  |
| 威廉·亨利·丹森                | 1893年3月4日－1895年3月4日    | 民主黨          | 第七 |                                                  |
| 小·S·休伯特·登特              | 1909年3月4日－1921年3月4日    | 民主黨          | 第二 |                                                  |
| 威廉·路易斯·迪金森            | 1965年1月3日－1993年1月3日    | 共和黨          | 第二 |                                                  |
| 詹姆斯·弗格森·多戴爾          | 1853年3月4日－1855年3月4日    | 民主黨          | 第七 |                                                  |
| 詹姆斯·弗格森·多戴爾          | 1855年3月4日－1859年3月4日    | 民主黨          | 第三 |                                                  |
| 彼得·麥特·多斯                | 1869年3月4日－1873年3月4日    | 民主黨          | 第五 |                                                  |
| 傑克·愛德華茲                 | 1965年1月3日－1985年1月3日    | 共和黨          | 第一 |                                                  |
| 卡爾·艾略特                   | 1949年1月3日－1963年1月3日    | 民主黨          | 第七 |                                                  |
| 卡爾·艾略特                   | 1963年1月3日－1965年1月3日    | 民主黨          | 單一 |                                                  |
| 本·埃德賴希                   | 1983年1月3日－1993年1月3日    | 民主黨          | 第六 |                                                  |
| 特里·埃弗里特                 | 1993年1月3日－2009年1月3日    | 共和黨          | 第二 |                                                  |
| 羅尼·弗利波                   | 1977年1月3日－1991年1月3日    | 民主黨          | 第五 |                                                  |
| 華爾特·法華斯                 | 1969年1月3日－1973年1月3日    | 民主黨          | 第五 |                                                  |
| 華爾特·法華斯                 | 1973年1月3日－1979年1月3日    | 民主黨          | 第七 |                                                  |
| 威廉·H·福尼                   | 1875年3月4日－1877年3月4日    | 民主黨          | 單一 |                                                  |
| 威廉·H·福尼                   | 1877年3月4日－1893年3月4日    | 民主黨          | 第七 |                                                  |
| 威廉·威利斯·加思              | 1877年3月4日－1879年3月4日    | 民主黨          | 第八 |                                                  |
| 約翰·蓋爾                     | 1847年3月4日－1849年3月4日    | 輝格黨          | 第一 |                                                  |
| 阿爾伯特·泰勒·古德溫          | 1896年4月21日－1897年3月4日   | 民粹黨          | 第五 | 在有爭議的選舉勝出                               |
| 喬治·M·格蘭特                 | 1938年6月14日－1963年1月3日   | 民主黨          | 第二 |                                                  |
| 喬治·M·格蘭特                 | 1963年1月3日－1965年1月3日    | 民主黨          | 單一 |                                                  |
| 奧斯卡·李·格雷                | 1915年3月4日－1919年3月4日    | 民主黨          | 第一 |                                                  |
| 帕克·格里菲斯                 | 2009年1月3日－2009年12月22日  | 民主黨          | 第五 | 轉換政黨                                         |
| 帕克·格里菲斯                 | 2009年12月22日－2011年1月3日  | 共和黨          | 第五 |                                                  |
| 威廉·安德森·漢德利            | 1871年3月4日－1873年3月4日    | 民主黨          | 第三 |                                                  |
| 耶利米·哈拉爾森               | 1875年3月4日－1877年3月4日    | 共和黨          | 第一 |                                                  |
| 克里斯托弗·哥倫布·哈里斯      | 1914年5月11日－1915年3月4日   | 民主黨          | 第八 |                                                  |
| 克勞德·哈里斯                 | 1987年1月3日－1993年1月3日    | 民主黨          | 第七 |                                                  |
| 桑普森·W·哈里斯               | 1847年3月4日－1855年3月4日    | 民主黨          | 第三 |                                                  |
| 桑普森·W·哈里斯               | 1855年3月4日－1857年3月4日    | 民主黨          | 第七 |                                                  |
| 小喬治·保羅·哈里森            | 1894年11月6日－1897年3月4日   | 民主黨          | 第三 |                                                  |
| 托馬斯·豪伊                   | 1868年7月21日－1869年3月4日   | 共和黨          | 第六 |                                                  |
| 查爾斯·海斯                   | 1869年3月4日－1877年3月4日    | 共和黨          | 第四 |                                                  |
| 詹姆斯·托馬斯·赫夫林          | 1904年5月19日－1920年11月1日  | 民主黨          | 第五 | 辭職以填補美國參議院席位                         |
| 羅伯特·施特爾·赫夫林          | 1869年3月4日－1871年3月4日    | 共和黨          | 第三 |                                                  |
| 希拉里·A·赫伯特               | 1877年3月4日－1893年3月4日    | 民主黨          | 第二 |                                                  |
| 托馬斯·H·赫恩登               | 1879年3月4日 －1883年3月28日  | 民主黨          | 第一 | 死亡                                             |
| 戈德史密斯·W·休伊特           | 1875年3月4日－1879年3月4日    | 民主黨          | 第六 |                                                  |
| 戈德史密斯·W·休伊特           | 1881年3月4日－1885年3月4日    | 民主黨          | 第六 |                                                  |
| J·利斯特·希爾                 | 1923年8月14日－1938年1月11日  | 民主黨          | 第二 | 任命為美國參議院議員                             |
| 厄爾·F·希利亞德               | 1993年1月3日－2003年1月3日    | 民主黨          | 第七 |                                                  |
| 亨利·華盛頓·希利亞德          | 1845年3月4日－1851年3月4日    | 輝格黨          | 第二 |                                                  |
| 薩姆·霍布斯                   | 1935年1月3日－1951年1月3日    | 民主黨          | 第四 |                                                  |
| 里士滿·P·霍布森               | 1907年3月4日－1915年3月4日    | 民主黨          | 第六 |                                                  |
| 喬治·S·休斯頓                 | 1841年3月4日－1843年3月4日    | 民主黨          | 單一 |                                                  |
| 喬治·S·休斯頓                 | 1843年3月4日－1849年3月4日    | 民主黨          | 第五 |                                                  |
| 喬治·S·休斯頓                 | 1851年3月4日－1861年1月21日   | 民主黨          | 第五 | 退出                                             |
| 米爾福德·W·霍華德             | 1895年3月4日－1899年3月4日    | 民粹黨          | 第七 |                                                  |
| 大衛·哈伯德                   | 1839年3月4日－1841年3月4日    | 民主黨          | 第二 |                                                  |
| 大衛·哈伯德                   | 1849年3月4日－1851年3月4日    | 民主黨          | 第五 |                                                  |
| 喬治·赫德爾斯頓               | 1915年3月4日－1937年1月3日    | 民主黨          | 第九 |                                                  |
| 小喬治·赫德爾斯頓             | 1955年1月3日－1963年1月3日    | 民主黨          | 第九 |                                                  |
| 小喬治·赫德爾斯頓             | 1963年1月3日－1965年1月3日    | 民主黨          | 單一 |                                                  |
| 塞繆爾·威廉姆斯·英格          | 1847年3月4日－1851年3月4日    | 民主黨          | 第四 |                                                  |
| 皮特·賈曼                     | 1937年1月3日－1949年1月3日    | 民主黨          | 第六 |                                                  |
| 拉瑪爾·杰弗斯                 | 1921年6月7日－1935年1月3日    | 民主黨          | 第四 |                                                  |
| 詹姆斯·T·瓊斯                 | 1877年3月4日－1879年3月4日    | 民主黨          | 第一 |                                                  |
| 詹姆斯·T·瓊斯                 | 1883年12月3日－1889年3月4日   | 民主黨          | 第一 |                                                  |
| 小羅伯特·E·瓊斯               | 1947年1月28日－1963年1月3日   | 民主黨          | 第八 |                                                  |
| 小羅伯特·E·瓊斯               | 1963年1月3日－1965年1月3日    | 民主黨          | 單一 |                                                  |
| 小羅伯特·E·瓊斯               | 1965年1月3日－1973年1月3日    | 民主黨          | 第八 |                                                  |
| 小羅伯特·E·瓊斯               | 1973年1月3日－1977年1月3日    | 民主黨          | 第五 |                                                  |
| 弗朗西斯·威廉·凱洛格          | 1868年7月22日－1869年3月4日   | 共和黨          | 第一 |                                                  |
| 約押·勞勒                     | 1835年3月4日－1838年5月8日    | 輝格黨          | 第三 | 死亡                                             |
| 伯韋爾·博伊金·劉易斯          | 1875年3月4日－1877年3月4日    | 民主黨          | 單一 |                                                  |
| 伯韋爾·博伊金·劉易斯          | 1879年3月4日－1880年10月1日   | 民主黨          | 第六 | 接受阿拉巴馬大學校長職位後辭職                   |
| 狄克遜·賀爾·劉易斯            | 1829年3月4日－1833年3月4日    | 傑克遜民主黨    | 第三 |                                                  |
| 狄克遜·賀爾·劉易斯            | 1833年3月4日－1837年3月4日    | 廢棄黨          | 第四 |                                                  |
| 狄克遜·賀爾·劉易斯            | 1837年3月4日－1841年3月4日    | 民主黨          | 第四 |                                                  |
| 狄克遜·賀爾·劉易斯            | 1841年3月4日－1843年3月4日    | 民主黨          | 單一 |                                                  |
| 狄克遜·賀爾·劉易斯            | 1843年3月4日－1844年4月22日   | 民主黨          | 第三 | 當選為美國參議院議員後辭職                       |
| 羅伯特·F·利根                 | 1877年3月4日－1879年3月4日    | 民主黨          | 第五 |                                                  |
| 威廉·M·洛韋                   | 1879年3月4日－1881年3月4日    | 美鈔黨          | 第八 |                                                  |
| 威廉·M·洛韋                   | 1882年6月3日－1882年10月12日  | 美鈔黨          | 第八 | 在有爭議的選舉勝出，死亡                         |
| 弗朗西斯·斯特羅瑟·里昂        | 1835年3月4日－1837年3月4日    | 反傑克遜黨      | 第五 | 統一黨                                           |
| 弗朗西斯·斯特羅瑟·里昂        | 1837年3月4日－1839年3月4日    | 輝格黨          | 第五 |                                                  |
| 卡特·馬納斯科                 | 1941年6月24日－1949年1月3日   | 民主黨          | 第七 |                                                  |
| 塞繆爾·賴特·瑪迪斯            | 1831年3月4日－1833年3月4日    | 傑克遜民主黨    | 第二 |                                                  |
| 塞繆爾·賴特·瑪迪斯            | 1833年3月4日－1835年3月4日    | 傑克遜民主黨    | 第三 |                                                  |
| 詹姆斯·D·馬丁                 | 1965年1月3日－1967年1月3日    | 共和黨          | 第七 |                                                  |
| 約翰·梅森·馬丁                | 1885年3月4日－1887年3月4日    | 民主黨          | 第六 |                                                  |
| 約書亞·L·馬丁                 | 1835年3月4日－1837年3月4日    | 傑克遜民主黨    | 第二 |                                                  |
| 約書亞·L·馬丁                 | 1837年3月4日－1839年3月4日    | 民主黨          | 第二 |                                                  |
| 費利克斯·格倫迪·麥康奈爾      | 1843年3月4日－1846年9月10日   | 民主黨          | 第七 | 死亡                                             |
| 約翰·麥克達菲                 | 1919年3月4日－1935年3月2日    | 民主黨          | 第一 | 辭職以擔任美国阿拉巴马南区联邦地区法院法官       |
| 約翰·范·麥克達菲              | 1890年6月4日－1891年3月4日    | 共和黨          | 第四 |                                                  |
| 約翰·麥基                     | 1823年3月4日－1825年3月4日    | 傑克遜民主-共和 | 第二 |                                                  |
| 約翰·麥基                     | 1825年3月4日－1829年3月4日    | 傑克遜民主黨    | 第二 |                                                  |
| 约翰·麦金利                   | 1833年3月4日－1835年3月4日    | 傑克遜民主黨    | 第二 |                                                  |
| 加布里埃爾·摩爾               | 1821年3月4日－1823年3月4日    | 傑克遜民主-共和 | 單一 |                                                  |
| 加布里埃爾·摩爾               | 1823年3月4日－1825年3月4日    | 民主共和黨      | 第一 |                                                  |
| 加布里埃爾·摩爾               | 1825年3月4日－1829年3月4日    | 傑克遜民主黨    | 第一 |                                                  |
| 西德納姆·摩爾                 | 1857年3月4日－1861年1月21日   | 民主黨          | 第四 | 退出                                             |
| 威廉·奧斯卡·馬爾基            | 1914年6月29日－1915年3月4日   | 民主黨          | 第三 |                                                  |
| 約翰·墨菲                     | 1833年3月4日－1835年3月4日    | 傑克遜民主黨    | 第五 |                                                  |
| 約翰·P·紐瑟姆                 | 1943年1月3日－1945年1月3日    | 民主黨          | 第九 |                                                  |
| 威廉·弗林特·尼科爾斯          | 1967年1月3日－1973年1月3日    | 民主黨          | 第四 |                                                  |
| 威廉·弗林特·尼科爾斯          | 1973年1月3日－1988年12月25日  | 民主黨          | 第三 | 死亡                                             |
| 本傑明·懷特·諾里斯            | 1868年7月21日－1869年3月4日   | 共和黨          | 第三 |                                                  |
| 威廉·C·奧茨                   | 1881年3月4日－1894年11月5日   | 民主黨          | 第三 | 當選阿拉巴馬州州長後辭職                         |
| 威廉·培根·奧利弗              | 1915年3月4日－1937年1月3日    | 民主黨          | 第六 |                                                  |
| 喬治·華盛頓·歐文              | 1823年3月4日－1825年3月4日    | 民主共和黨      | 第三 |                                                  |
| 喬治·華盛頓·歐文              | 1825年3月4日－1829年3月4日    | 傑克遜民主黨    | 第三 |                                                  |
| 加里·帕爾默                   | 2015年1月3日－                | 共和黨          | 第六 | 現任                                             |
| 路德·帕特里克                 | 1937年1月3日－1943年1月3日    | 民主黨          | 第九 |                                                  |
| 路德·帕特里克                 | 1945年1月3日－1947年1月3日    | 民主黨          | 第九 |                                                  |
| 拉斐特·L·帕特森               | 1928年11月6日－1933年3月4日   | 民主黨          | 第五 |                                                  |
| 威廉·W·佩恩                   | 1841年3月4日－1843年3月4日    | 民主黨          | 單一 |                                                  |
| 威廉·W·佩恩                   | 1843年3月4日－1847年3月4日    | 民主黨          | 第四 |                                                  |
| 查爾斯·佩勒姆                 | 1873年3月4日－1875年3月4日    | 共和黨          | 第三 |                                                  |
| 菲利普·菲利普斯               | 1853年3月4日－1855年3月4日    | 民主黨          | 第一 |                                                  |
| 查爾斯·威爾遜·皮爾斯          | 1868年7月21日－1869年3月4日   | 共和黨          | 第四 |                                                  |
| 托馬斯·S·普洛曼               | 1897年3月4日－1898年2月9日    | 民主黨          | 第四 | 在有爭議的選舉落敗                               |
| 盧克·普賴爾                   | 1883年3月4日－1885年3月4日    | 民主黨          | 第八 |                                                  |
| 詹姆斯·L·普格                 | 1859年3月4日－1861年1月21日   | 民主黨          | 第二 | 退出                                             |
| 利烏斯·布拉頓·雷尼            | 1919年9月30日－1923年3月4日   | 民主黨          | 第七 |                                                  |
| 阿爾伯特·雷恩斯               | 1945年1月3日－1963年1月3日    | 民主黨          | 第五 |                                                  |
| 阿爾伯特·雷恩斯               | 1963年1月3日－1965年1月3日    | 民主黨          | 單一 |                                                  |
| 詹姆斯·T·維皮亞               | 1873年3月4日－1875年3月4日    | 共和黨          | 第二 |                                                  |
| 威廉·N·理查德森               | 1900年8月6日－1914年3月31日   | 民主黨          | 第八 | 死亡                                             |
| 鮑勃·賴利                     | 1997年1月3日－2003年1月3日    | 共和黨          | 第三 |                                                  |
| 加斯頓·A·羅賓斯               | 1893年3月4日－1896年3月13日   | 民主黨          | 第四 | 在有爭議的選舉落敗                               |
| 加斯頓·A·羅賓斯               | 1899年3月4日－1900年3月8日    | 民主黨          | 第四 | 在有爭議的選舉落敗                               |
| 肯尼斯·A·羅伯茨               | 1951年1月3日－1963年1月3日    | 民主黨          | 第四 |                                                  |
| 肯尼斯·A·羅伯茨               | 1963年1月3日－1965年1月3日    | 民主黨          | 單一 |                                                  |
| 瑪莎·羅比                     | 2011年1月3日－                | 共和黨          | 第二 | 現任                                             |
| 邁克·羅傑斯                   | 2003年1月3日－                | 共和黨          | 第三 | 現任                                             |
| 托馬斯·威廉·薩德勒            | 1885年3月4日－1887年3月4日    | 民主黨          | 第五 |                                                  |
| 威廉·J·桑福德                 | 1879年3月4日－1881年3月4日    | 民主黨          | 第三 |                                                  |
| 小亞米斯德·I·塞爾登           | 1953年1月3日－1963年1月3日    | 民主黨          | 第六 |                                                  |
| 小亞米斯德·I·塞爾登           | 1963年1月3日－1965年1月3日    | 民主黨          | 單一 |                                                  |
| 小亞米斯德·I·塞爾登           | 1965年1月3日－1969年1月3日    | 民主黨          | 第五 |                                                  |
| 特麗·塞維爾                   | 2011年1月3日－                | 民主黨          | 第七 | 現任                                             |
| 查爾斯·克里斯托弗·希茨        | 1873年3月4日－1875年3月4日    | 共和黨          | 單一 |                                                  |
| 理查·謝爾比                   | 1979年1月3日－1987年1月3日    | 民主黨          | 第七 |                                                  |
| 查爾斯·M·雪萊                 | 1877年3月4日－1882年7月20日   | 民主黨          | 第四 | 被詹姆斯·Q·史密斯質疑後宣布空缺                  |
| 查爾斯·M·雪萊                 | 1882年11月27日－1885年1月9日  | 民主黨          | 第四 | 當選填補自己的空缺，在有爭議的選舉落敗           |
| 威廉·克勞福德·謝羅德          | 1869年3月4日－1871年3月4日    | 民主黨          | 第六 |                                                  |
| 本傑明·格洛弗·希爾茲          | 1841年3月4日－1843年3月4日    | 民主黨          | 單一 |                                                  |
| 伊萊·西姆斯·賽歐特            | 1855年3月4日－1859年3月4日    | 民主黨          | 第二 |                                                  |
| 約瑟夫·漢弗萊·斯洛斯          | 1871年3月4日－1875年3月4日    | 民主黨          | 第六 |                                                  |
| 小阿爾伯特·史密斯             | 1981年1月3日－1983年1月3日    | 共和黨          | 第六 |                                                  |
| 威廉·拉塞爾·史密斯            | 1851年3月4日－1853年3月4日    | 統一黨          | 第四 |                                                  |
| 威廉·拉塞爾·史密斯            | 1853年3月4日－1855年3月4日    | 民主黨          | 第四 |                                                  |
| 威廉·拉塞爾·史密斯            | 1855年3月4日－1857年3月4日    | 一无所知        | 第四 |                                                  |
| 約翰·斯帕克曼                 | 1937年1月3日－1946年11月5日   | 民主黨          | 第八 | 當選為美國參議院議員後辭職                       |
| 傑西·F·斯託林斯               | 1893年3月4日－1901年3月4日    | 民主黨          | 第二 |                                                  |
| 詹姆斯·亞當斯·史沃夫          | 1857年3月4日－1861年1月12日   | 民主黨          | 第一 | 退出                                             |
| 喬·斯塔恩斯                   | 1935年1月3日－1945年1月3日    | 民主黨          | 第五 |                                                  |
| 亨利·B·斯蒂格爾               | 1915年3月4日－1943年11月22日  | 民主黨          | 第三 | 死亡                                             |
| 喬治·W·泰勒                   | 1897年3月4日－1915年3月4日    | 民主黨          | 第一 |                                                  |
| 查爾斯·溫斯頓·湯普森          | 1901年3月4日－1904年3月20日   | 民主黨          | 第五 | 死亡                                             |
| 本傑明·S·特納                 | 1871年3月4日－1873年3月4日    | 共和黨          | 第一 |                                                  |
| 路易斯·華盛頓·圖爾平          | 1889年3月4日－1890年6月4日    | 民主黨          | 第四 | 在有爭議的選舉落敗                               |
| 路易斯·華盛頓·圖爾平          | 1891年3月4日－1893年3月4日    | 民主黨          | 第四 |                                                  |
| 路易斯·華盛頓·圖爾平          | 1893年3月4日－1895年3月4日    | 民主黨          | 第九 |                                                  |
| 約翰·R·泰森                   | 1921年3月4日－1923年3月27日   | 民主黨          | 第二 | 死亡                                             |
| 奧斯卡·安德伍德               | 1895年3月4日－1896年6月9日    | 民主黨          | 第九 | 在有爭議的選舉落敗                               |
| 奧斯卡·安德伍德               | 1897年3月4日－1915年3月4日    | 民主黨          | 第九 |                                                  |
| 珀西·沃克                     | 1855年3月4日－1857年3月4日    | 一无所知        | 第一 |                                                  |
| 扎多克·L·威德福               | 1940年11月5日－1941年1月3日   | 民主黨          | 第七 |                                                  |
| 約瑟夫·惠勒                   | 1881年3月4日－1882年6月3日    | 民主黨          | 第八 | 在有爭議的選舉落敗                               |
| 約瑟夫·惠勒                   | 1883年1月15日－1883年3月4日   | 民主黨          | 第八 |                                                  |
| 約瑟夫·惠勒                   | 1885年3月4日－1900年4月20日   | 民主黨          | 第八 | 辭職                                             |
| 亞歷山大·懷特                 | 1851年3月4日－1853年3月4日    | 輝格黨          | 第七 |                                                  |
| 亞歷山大·懷特                 | 1873年3月4日－1875年3月4日    | 共和黨          | 單一 |                                                  |
| 阿里奧斯托·A·威利             | 1901年3月4日－1908年6月17日   | 民主黨          | 第二 | 死亡                                             |
| 奧利弗·C·威利                 | 1908年11月3日－1909年3月4日   | 民主黨          | 第二 |                                                  |
| 耶利米·諾曼·威廉姆斯          | 1875年3月4日－1877年3月4日    | 民主黨          | 第二 |                                                  |
| 耶利米·諾曼·威廉姆斯          | 1877年3月4日－1879年3月4日    | 民主黨          | 第三 |                                                  |
| 托馬斯·威廉姆斯               | 1879年3月4日－1885年3月4日    | 民主黨          | 第五 |                                                  |
| 威廉·朗茲·燕西                | 1844年12月2日－1846年9月1日   | 民主黨          | 第三 | 辭職                                             |

## 在世的前阿拉巴馬州美國眾議員
截至2015年8月，有17名前阿拉巴馬州美國眾議員仍然在世。
| 參議員             | 任期       | 選區 | 出生日期（與年齡） |
| ------------------ | ---------- | ---- | ------------------ |
| 詹姆斯·D·馬丁      | 1965－1967 | 第七 | 1918年9月1日       |
| 小約翰·霍爾·布坎南 | 1965－1981 | 第六 | 1928年3月19日      |
| 傑克·愛德華茲      | 1965－1985 | 第一 | 1928年9月20日      |
| 羅尼·弗利波        | 1977－1991 | 第五 | 1937年8月15日      |
| 理查·謝爾比        | 1979－1987 | 第七 | 1934年5月6日       |
| 本·埃德賴希        | 1983－1993 | 第六 | 1938年12月9日      |
| 桑尼·卡拉漢        | 1985－2003 | 第一 | 1932年9月11日      |
| 格倫·布勞德        | 1989－1997 | 第三 | 1943年1月15日      |
| 羅伯特·E·克拉默    | 1991－2009 | 第五 | 1947年8月22日      |
| 厄爾·F·希利亞德    | 1993－2003 | 第七 | 1942年4月9日       |
| 特里·埃弗里特      | 1993－2009 | 第二 | 1937年2月15日      |
| 斯賓塞·巴赫斯      | 1993－2015 | 第六 | 1947年12月28日     |
| 鮑勃·賴利          | 1997－2003 | 第三 | 1944年10月3日      |
| 阿圖爾·戴維斯      | 2003－2011 | 第七 | 1967年10月9日      |
| 喬·邦納            | 2003－2013 | 第一 | 1959年11月19日     |
| 帕克·格里菲斯      | 2009－2011 | 第五 | 1942年8月6日       |
| 鮑比·布萊特        | 2009－2011 | 第二 | 1952年7月21日      |